# Piccola canzone dei contrari
Piccola canzone dei contrari è un singolo del cantautore italiano Angelo Branduardi, pubblicato nel 1996.

## Descrizione
Per questo brano, Giuseppe Bonaccorso "Naco", morto nel giugno dello stesso anno in un incidente stradale, suonava percussioni.
Il brano venne pubblicato solo come singolo e venne incluso in una versione dal vivo nell'album dello stesso anno Camminando camminando e poi in alcune raccolte, come Studio Collection del 1998 e Angelo Branduardi DOC.

## Tracce
1. Piccola canzone dei contrari – 3:06 (testo: Giorgio Faletti – musica: Angelo Branduardi)